# Emiel Faignaert
Emiel Faingnaert (Sint-Martens-Lierde, Lierde, 10 de marzo de 1919 - Gante, 10 de mayo de 1980) fue un ciclista belga que fue profesional entre 1940 y 1950.
Durante su carrera profesional consiguió 25 victorias, entre ellas el Tour de Flandes de 1947.

## Palmarés
1947
- Tour de Flandes